# 金日成之死
朝鮮最高領導人、朝鮮勞動黨總書記、國家主席金日成於1994年7月8日凌晨2点因心臟病病逝，享壽八十二歲。在金日成死後，朝鮮官方並未即時公佈其死訊，而是延遲34個小時才對外宣佈（p. 122）。隨後，朝鮮政府又決定把7月10日至17日定為全國哀悼期（及後再加兩日到7月19日）。在這10日國喪期間，婦女不許化妝或者整理頭髮，飲酒、跳舞和音樂活動一律被禁止，民眾也需要到金日成銅像前憑弔（p. 132）。

## 背景

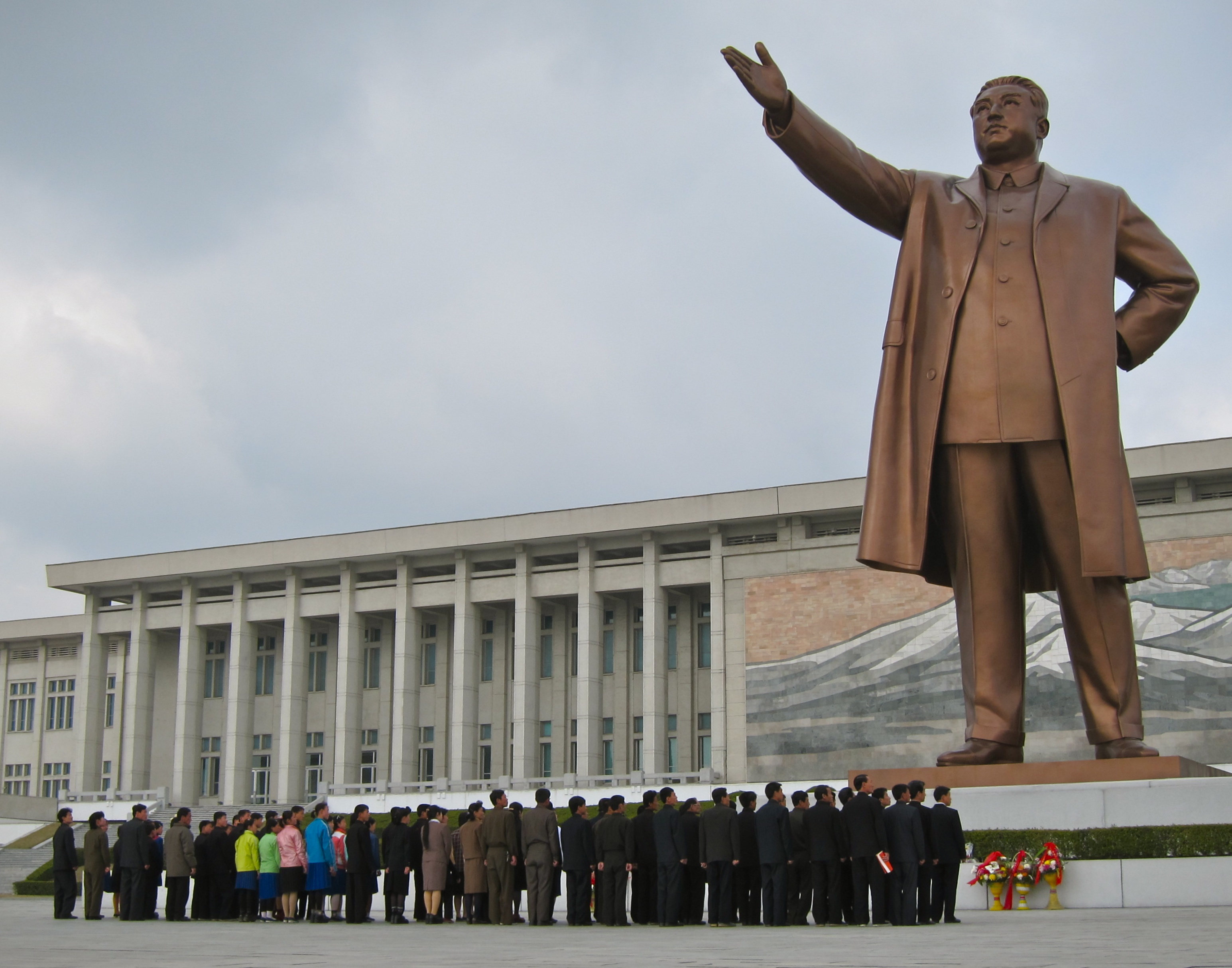
其中一個弔唁金日成的場地—萬壽台，现已在旁邊豎立金正日銅像，合併為金氏父子铜像

1990年代初，北韓被世界孤立，盟友苏联和中華人民共和國與大韓民國的關係日漸改善并建立外交关系，同時也暫停與北韓的貿易（p. 42）。另一方面，隨著蘇聯解體，北韓失去了援助，經濟崩潰，糧食數量大減。此外，金日成身邊的戰友也相繼離世，在這個環境下，金日成負荷增加。
1994年7月8日凌晨二時，金日成在平壤北部別墅突然心臟病發，其子金正日令直昇機把金日成送到烽火醫院搶救。然而，這一晚正值大雨，能見度甚低，趕來的直昇機在半路中坠毀。最終，金日成在第二架直昇機趕到後才得以送院，但他還是回天乏術，心臟停止跳動而死（p. 285）。
金日成死後34小時，北韓在7月9日中午12時官方正式公佈其死訊，並由金正日主持為期一周的哀悼期。金正日又選了一張金日成在1986年西海水閘竣工儀式的照片作為哀悼期的全國統一領袖像。哀樂則是一首悼念當年抗日戰士用的曲子（p. 286）。
哀悼期間，全國共有近1000萬人到平壤弔唁金日成，佔北韓逾一半的人口（p. 287）；在全國各地追悼場地哀悼達2億人次（p. 287）。民眾又為金日成製作花圈，令平壤的鮮花一度全部售罄，野花也被採光，北韓當局只好從中國空運20萬元的鮮花到平壤（p. 287）。
另外，由於金日成在事前並無任何病發的跡象，不少的民眾對於他的死也表現傷痛。據不少的脫北者描述，當時人們在金日成像前長跪不起，放聲大哭，甚至哭得暈倒（p. 287），還有的人因接受不了金日成的離世而自殺，为金日成殉死（p. 133）。
7月17日是全國哀悼期的最後一天，金日成的遺體被永久保存於平壤的錦繡山議事堂。然而，民眾因金日成的死依未能平复，為了滿足人們悼念的需要，北韓政府決定順延哀悼期多兩天至7月19日（p. 288）。7月20日，平壤舉行追悼金日成的中央大會。隨後，北韓宣佈哀悼期正式結束，並呼籲民眾收拾心情，重新過回正常生活。

## 治丧委员会
1. 金正日（朝鲜劳动党中央政治局常委，国防委员会委员长，朝鲜人民军最高司令官，朝鲜民主主义人民共和国元帅）
2. 吴振宇（朝鲜劳动党中央政治局常委，国防委员会第一副委员长，朝鲜人民军元帅）
3. 姜成山（朝鲜劳动党中央政治局委员，政务院总理）
4. 李钟玉（朝鲜劳动党中央政治局委员，国家副主席）
5. 朴成哲（朝鲜劳动党中央政治局委员，国家副主席）
6. 金英柱（朝鲜劳动党中央政治局委员，国家副主席）
7. 金炳植（朝鲜社会民主党中央委员长，国家副主席）
8. 金永南（朝鲜劳动党中央政治局委员，政务院副总理，外交部长）
9. 崔光（朝鲜劳动党中央政治局委员，朝鲜人民军总参谋长，朝鲜人民军次帅）
10. 桂应泰（朝鲜劳动党中央政治局委员，党中央委员会书记）
（等共273人，以上为前10位治丧委员）

## 反應

### 朝鮮民主主義人民共和國
朝鲜中央电视台于1994年7月9日上午10时预告当天正午12时将进行“特别重大放送”，后于12时整由播音员田亨奎宣读《告全体党员和人民书》，首次播出金日成的死訊：
|  | 朝鲜劳动党中央委员会、朝鲜劳动党中央军事委员会、朝鲜民主主义人民共和国国防委员会、中央人民委员会、政务院沉痛宣告：朝鲜劳动党中央委员会总书记、朝鲜民主主义人民共和国主席、朝鲜人民的伟大领袖金日成同志于１９９４年７月８日凌晨２时因心脏病突发在平壤不幸逝世。 金日成主席为人民的自主事业贡献了一生，为祖国的繁荣和人民的幸福、为祖国的统一贡献了毕生精力。金日成同志的不幸去世，是朝鲜党和革命的最大损失、全民族最大的悲痛。 |

此後，北韓媒體大幅度的報導此消息，悼念者的画面充斥着电视新闻，电视新闻可以几个小时几个小时的播放人们哭泣的画面，有的跳着脚，有的痛苦的捶着脑袋，有的夸张的晕倒，有的撕扯自己的衣服，有的紧握双拳，徒劳的朝天发泄。男人和女人一样痛哭流涕，成年人脸上挂满泪珠，用头撞着树，水手们向着桅杆鞠躬，飞行员在飞机座舱中哭泣，等等诸如此类的画面。平壤電視播報員在節目中稱「这是我们国家在朝鲜民族长达五千年历史中最为悲恸的时刻」（p. 131）。
北韓方面的宣传甚至稱金日成其實未死：「当大元帅去世的时候，数以千计的白鹤从天而降护送他远去，但是当这些鸟儿看到朝鲜人民是如此的恸哭，呼喊，捶胸顿足，拉扯着自己头发，以头抢地之后，他们也不忍心将他带走。」（p. 132）。他死后不久拍摄的一部电影，也宣传如果民众足够悲伤的话，金日成就能得以复活。（p. 132）
另一方面，為安定人心，北韓的媒體談起繼承人的事，電台廣播稱「只要大元帅唯一的继承人亲爱的金正日同志同我们在一起，我们就一定能够取得革命的胜利。（p. 126）其他的宣傳中又強調“金正日將恪遵父親的遺志”為人民帶來不少的安慰。（p. 122）
很多朝鲜的年长者在哀悼期心脏病发作或者中风，因此紧接着的一段时间里死亡率有着显著上升。还有很多人用自杀来表达他们的悲痛之情。他们从建筑物顶上纵身跃下，由于朝鲜买不到安眠药，而只有军人才有枪和子弹，跳楼就成了朝鲜最常用的自杀方式。其它一些人就会绝食自杀。（p. 40）
所有的朝鲜人都异常清晰的记得，当他们得知金日成的死讯时，自己在做什么。他们对这个话题总是会娓娓道来。经历了一九九零年代梦魇般岁月的人们，依旧能够如数家珍般的立即描述出那一天他们的一举一动。在这个受到如此巨大冲击的时刻，一切时间法则，一切人类意识全部冻结了。（p. 40）
在他去世不久，朝鲜当局开始在全国境内树立起三千两百座叫做“永生塔”的石碑。（p. 40）

### 國際反應

#### 联合国
時任聯合國秘書長布特羅斯·布特羅斯-加利發唁電：「金日成主席是彪炳史冊的偉人」（p. 288）。

#### 美国
美國總統比爾·克林頓向北韓人民作慰問（p. 288）。

#### 大韓民國
有大韓民國的民眾突破政府的禁令，通過第三國到平壤錦繡山表示哀慟（p. 288）。

#### 日本
日本內閣總理大臣村山富市以日本社會黨的名義發唁電（p. 288）。

#### 马来西亚
马来西亚外交部表示，国家元首端姑查化就金日成去世向朝鲜哀悼。首相马哈迪·莫哈末在朝鲜驻吉隆坡大使馆签署了金日成的吊唁簿，向他致以最后的敬意。

#### 中华人民共和国
中国共产党中央委员会总书记、中国共产党中央军事委员会主席、中华人民共和国主席江泽民、中华人民共和国国务院总理李鹏、中国全国人大常委会委员长乔石在7月9日联名致电朝鲜劳动党中央委员会、劳动党中央军事委员会和政务院，对金日成不幸逝世表示最深切的哀悼和最诚挚的慰问。唁电全文如下：
|  | 惊悉朝鲜劳动党中央委员会总书记、朝鲜民主主义人民共和国主席金日成同志不幸与世长辞，我们谨以无比沉痛的心情向你们，并通过你们向全体朝鲜人民致以最深切的哀悼和最诚挚的慰问。 金日成同志是朝鲜劳动党和朝鲜民主主义人民共和国的缔造者，是朝鲜人民久经考验的伟大领袖。在半个多世纪的革命生涯中，金日成同志领导朝鲜人民把一个贫穷落后的国家建设成为坚强的社会主义国家，他把毕生的精力献给了朝鲜人民争取民族解放、维护独立和建设社会主义的壮丽事业，建立了不朽的历史功勋。 金日成同志一贯以极大的热忱维护和发展中朝两国人民的传统友谊，他同中国老一代革命家结下了深厚的友谊，推动中朝友好合作关系不断向前发展。金日成同志的逝世使中国党、政府和中国人民深感悲痛。 金日成同志虽然逝世了，但是他的崇高形象将永远活在朝鲜人民心中。中国人民将永远怀念他。我们坚信，朝鲜人民必将继承金日成同志的遗志，紧密团结在以金正日同志为首的朝鲜劳动党中央周围，为建设好自己的祖国，争取朝鲜半岛的持久和平而继续前进。中朝两党、两国和两国人民的友谊必将不断巩固和发展。 金日成同志永垂不朽！ |

曾任中華人民共和國最高領導人的邓小平也向朝鲜党和政府发了唁电。时任中共中央政治局常委江泽民、李鹏、乔石、李瑞环、朱镕基、刘华清、胡锦涛分别在7月11日上午和7月13日下午分两批次前往朝鲜驻华大使馆吊唁。7月20日，在朝鲜举行金日成追悼大会当天，北京天安门、新华门、人民大会堂、外交部也同时下半旗志哀。

## 後續
金日成死後，其子金正日繼承其位，成為朝鮮最高領導人，並尊其父為「共和國永遠的主席」，守孝三年後在1997年繼承其父總書記的職務。掌握權力的金正日把其父之死歸咎於院方未有盡力救人，因而把相關的醫護人員和院長投進了監獄（p. 285）。
2011年12月17日，在位十七年的金正日逝世，他與其父的遺體一同保存於錦繡山議事堂（現名為錦繡山太陽宮）供國民和遊客弔慰。兩年後，為特顯太陽宮的地位，北韓政府又通過《朝鮮民主主義人民共和國錦繡山太陽宮法》，規定錦繡山太陽宮是朝鮮民族的聖地，此處的供電、物資必須得到優先保障。
2014年7月10日，大韓民國傳媒引述消息人士指金日成遺體正在腐爛，頭部和身體萎縮，皮膚剝落及變色，身上出現很多黑斑，「像條脫水的乾鱈魚」。